# Mesure de Hausdorff
Cet article court présente un sujet plus développé dans : Dimension de Hausdorff.
En mathématiques, les mesures de Hausdorff – du nom de Felix Hausdorff – sont des mesures extérieures métriques (en) particulières sur un espace métrique X arbitraire. Leur famille, indexée par un réel strictement positif, permet de définir la dimension de Hausdorff de n'importe quelle partie de X.